# Nobelmuseet
Nobelmuseet eller Nobel Prize Museum er et museum, der ligger i Börshuset på nordsiden af Stortorget i Stockholms Gamla Stan. Bygningen deles med Svenska Akademien og Svenska Akademiens Nobelbibliotek. Museet udstiller information om nobelprisen og nobelprismodtageren, samt information om grundlæggeren af prisen, Alfred Nobel (1833–1896). Museets permenente udstilling inkluderer mange genstande doneret af nobelprismodtagere samt deres livshistorie.